# Ciornoparivka, Solone
Ciornoparivka (în ucraineană Чорнопарівка) este un sat în comuna Orlove din raionul Solone, regiunea Dnipropetrovsk, Ucraina.

## Demografie
Componența lingvistică a localității Ciornoparivka
     Ucraineană (90,54%)
     Rusă (9,01%)
     Alte limbi (0,45%)
Conform recensământului din 2001, majoritatea populației localității Ciornoparivka era vorbitoare de ucraineană (90,54%), existând în minoritate și vorbitori de rusă (9,01%).